# Brevipalpus nannus
Brevipalpus nannus är en spindeldjursart som beskrevs av Pritchard och Baker 1952. Brevipalpus nannus ingår i släktet Brevipalpus och familjen Tenuipalpidae. Inga underarter finns listade.